# 3. Garde-Infanterie-Brigade (Deutsches Kaiserreich)
Die 3. Garde-Infanterie-Brigade war ein Großverband der Preußischen Armee.

## Geschichte
Die 3. Garde-Infanterie-Brigade wurde nach den Befreiungskriegen am 11. Juni 1813 als Grenadier-Brigade mit 4 Bataillonen aufgestellt  und war vom 5. September 1828 an Teil der 2. Garde-Division des Gardekorps. Nach mehreren Umbenennungen erhielt sie am 29. April 1852 die Bezeichnung 3. Garde-Infanterie-Brigade und hatte ihr Kommando von 1815 bis zur Demobilisierung im Jahre 1919 in Berlin.

### Gliederung
- 1820 bis 1851

Kaiser Alexander Garde-Grenadier-Regiment Nr. 1, Kaiser Franz Garde-Grenadier-Regiment Nr. 2, Garde-Schützen-Bataillon
- 1852 bis 1859

Kaiser Alexander Grenadier-Regiment, 3. Garde-Landwehr-Regiment, Garde-Schützen-Bataillon
- 1860 bis 1872

Kaiser Alexander Garde-Grenadier-Regiment Nr. 1, Königin Elisabeth Garde-Grenadier-Regiment Nr. 3, Garde-Schützen-Bataillon, 1. Garde-Grenadier-Landwehr-Regiment
- 1873 bis 1914

Wie vor, zusätzlich  3. Garde-Grenadier-Landwehr-Regiment
- Kriegsgliederung bei Mobilmachung 1914

Wie vor, ohne Landwehr-Einheiten
- Kriegsgliederung am 20. März 1918

Kaiser Alexander Garde-Grenadier-Regiment Nr. 1, Kaiser Franz Garde-Grenadier-Regiment Nr. 2, Königin Augusta Garde-Grenadier-Regiment Nr. 4 und Maschinengewehr-Scharfschützen-Abteilung Nr. 4

### Deutscher Krieg 1866
Im Krieg Preußens gegen das Kaisertum Österreich war die Brigade unter Führung des Generalmajors Rudolph Otto von Budritzki an der Schlacht bei Königgrätz beteiligt.

### Deutsch-Französischer Krieg 1870/1871
Im Deutsch-Französischen Krieg kämpfte die Brigade vom 23. August bis 19. Oktober 1870 unter Führung des Generalmajors Hans Heimart von Linsingen und war an den Schlachten bei Gravelotte und Sedan beteiligt, ebenso an der Belagerung von Paris.

### Erster Weltkrieg
Im Ersten Weltkrieg war die Brigade zunächst an der Westfront eingesetzt und wurde Ende April 1915 an die Ostfront verlegt, wo sie von Juli an bei Krasnystaw und Biskupice sowie von der Wieprz bis an die Jasiolda zum Einsatz kam. In der Folge wechselte der Verband mehrfach die Fronten und blieb bis Kriegsende im Westen. Zu den Kampfhandlungen, Gefechten und Schlachten sie Kampfgeschehen der 2. Garde-Division.

### Verbleib
Im Zuge der durch den Friedensvertrag von Versailles bedingten Demobilisierung wurde die Brigade 1919 aufgelöst.

### Brigadekommandeure
| Name                                | Datum                                               |
| ----------------------------------- | --------------------------------------------------- |
| 2. Garde-Infanterie-Brigade         |                                                     |
| Friedrich Wilhelm von Preußen       | 6. April 1817 bis 1820                              |
| 1820 bis 1822 unbesetzt             |                                                     |
| Carl von Preußen                    | 23. Mai 1822 bis 16. Januar 1830                    |
| Adolf Eduard von Thile              | 17. Januar 1830 bis 19. März 1832                   |
| Ludwig von Quadt von Hüchtenbruck   | 20. März 1832 bis 29. März 1838                     |
| Alexander von Knobelsdorff          | 30. März 1838 bis 16. Oktober 1844                  |
| Johann Carl von Möllendorff         | 17. Oktober 1844 bis 3. Dezember 1849               |
| Karl von Kropff                     | 4. Dezember 1849 bis 4. Mai 1852                    |
| 3. Garde-Infanterie-Brigade         |                                                     |
| Karl von Kropff                     | 4. Mai 1852 bis 9. Mai 1855                         |
| Ferdinand von Kleist                | 10. Mai 1855 bis 11. Juni 1855                      |
| Eduard Vogel von Falckenstein       | 12. Juni 1855 bis 25. Juni 1856                     |
| Woldemar von Trotha                 | 26. Juni 1856 bis 6. März 1857                      |
| Gustav von Arnim                    | 7. März 1857 bis 2. Juni 1858                       |
| Hans Paulus Herwarth von Bittenfeld | 3. Juni 1858 bis 13. Juni 1859                      |
| Friedrich Herwarth von Bittenfeld   | 14. Juni 1859 bis 17. Oktober 1861                  |
| Franz von Frobel                    | 18. Oktober 1861 bis 3. Januar 1864                 |
| Karl Heinrich von der Goltz         | 4. Januar 1864 bis 9. Juli 1865                     |
| Adolf von Rosenberg-Gruszczynski    | 10. Juli 1865 bis 19. Mai 1866                      |
| Rudolph Otto von Budritzki          | 200. Mai 1866 bis 17. Juli 1870                     |
| Otto Knappe von Knappstädt          | 18. Juli 1870 bis 17. Mai 1876                      |
| Wilhelm von Grolman                 | 18. Mai 1876 bis 15. November 1882                  |
| Gustav von Arnim                    | 16. November 1882 bis 14. Mai 1883                  |
| Friedrich von Wißmann               | 15. Mai 1883 bis 17. Januar 1887                    |
| Albert von Holleben                 | 18. Januar 1887 bis 21. März 1889                   |
| Hermann Blecken von Schmeling       | 22. März 1889 bis 15. Januar 1890                   |
| Ferdinand von Lütcken               | 16. Januar 1890 bis 17. April 1893                  |
| Anton Herwarth von Bittenfeld       | 18. April 1893 bis 16. Dezember 1896                |
| Max von Krosigk                     | 17. Dezember 1896 bis 26. Januar 1900               |
| Maximilian von Schwartzkoppen       | 27. Januar 1900 bis 18. Juni 1902                   |
| Wilhelm von und zu Egloffstein      | 19. Juni 1902 bis 12. Februar 1906                  |
| Wilhelm von Hohenzollern            | 13. Februar 1906 bis 20. März 1908                  |
| Ferdinand von Quast                 | 21. März 1908 bis 26. Oktober 1908                  |
| Hermann Rieß von Scheurnschloß      | 27. Oktober 1908 bis 5. April 1912                  |
| Adolf Wild von Hohenborn            | 6. April 1912 bis 1. Juli 1913                      |
| Viktor Albrecht                     | 2. Juli 1913 bis 1. August 1914                     |
| Axel von Petersdorff                | 2. August 1914 bis 30. Juni 1916                    |
| Bernhard von Hülsen                 | 1. Juli 1916 bis 2. Januar 1917                     |
| Alexis von Stein-Liebenstein        | 3. Januar 1917 bis 7. August 1919 (Demobilisierung) |